# 弥阳街道
弥阳街道，是中华人民共和国云南省红河哈尼族彝族自治州弥勒市下辖的一个街道办事处。是弥勒市人民政府所在地。
2021年2月22日，云南省人民政府批复同意弥阳镇撤镇设街道，4月29日正式成立。
2022年9月30日，红河州政府批复同意将弥阳街道析置为弥阳街道、太平街道、福城街道3个街道。

## 行政区划
弥阳街道下辖以下地区：
城东社区、城西社区、城关社区、铺田社区、古城社区、红烟社区、温泉社区、梅花温泉社区、熙和社区、慧心社区、福心社区、和谐社区、福地社区、莲花社区和俊峰社区。

## 天然資源與產業
彌陽鎮梅花溫泉社區下轄7個自然村，其中4個村子內有溫泉，天然的地熱溫泉每年吸引眾多國內外游客到此過冬或避暑。溫泉賓館、客棧、餐館，或者僅僅販售泳衣，都可讓當地百姓獲得巨大紅利。目前已有三分之一村民從事和溫泉有關的產業。村內居住的游客比本土村民還多，其他村民眼看此旅游發展所能帶來的紅利，也都在加速改造自己的房子，准備參與進來。